# مكتب الأمم المتحدة في نيروبي
مكتب الأمم المتحدة في نيروبي يقع مجمع المباني بجانب غابة كارورا وعبر الشارع (شارع الأمم المتحدة) من سفارة الولايات المتحدة في نيروبي. في نوفمبر 2004، عقد مجلس الأمن التابع للأمم المتحدة جلسة نادرة في نيروبي لمناقشة الأوضاع في جنوب وغرب السودان. وقد عقد الاجتماع بناء على طلب من السفير آنذاك جون دانفورث من الولايات المتحدة.

## الموقع
يقع مجمع المباني الذي يضم المكتب بجوار غابة كارورا في حي غيغيري بنيروبي، على طول شارع الأمم المتحدة. ويقع مقابل السفارة الأمريكية في كينيا.
كما أن هذا المبنى صديق للبيئة، وهو خالٍ تمامًا من الطاقة والكربون، ويضم مكاتب برنامج الأمم المتحدة للبيئة وبرنامج الأمم المتحدة للمستوطنات البشرية. يُعد هذا المبنى الأول من نوعه في أفريقيا، إذ يُعيد تدوير المياه ويستخدم الإضاءة الطبيعية لتقليل الاعتماد على الإضاءة الاصطناعية. بالإضافة إلى ذلك، صُمم المبنى ليستخدم تدفق الهواء الطبيعي كبديل لتكييف الهواء، ويحتوي على ألواح شمسية لتوليد كل الطاقة التي قد يستهلكها المبنى. افتُتح المبنى في 31 مارس 2011 من قِبل الأمين العام للأمم المتحدة بان كي مون والرئيس الكيني مواي كيباكي.
يعرض في المكتب سلسلة من المنحوتات التي صممها الفنان الموناكي فيليب باستور بعنوان "الأشجار المحروقة" بهدف لفت الانتباه إلى حرائق الغابات.